# 品茶要录
《品茶要录》(宋)黄儒著于熙宁八年(1075年)的茶学专著。全书十篇；
一至九篇论制造茶叶过程中应当避免的各种弊端如：采造过时、混入杂物、蒸不熟、蒸过熟，烤焦等问题；第十篇讨论选择地理条件的重要:
壑源、沙溪，其地相背，而中隔一岭，其势无数里之远，然茶产顿殊。有能出力移栽植之，亦为土气所化
。